# Günther Freitag

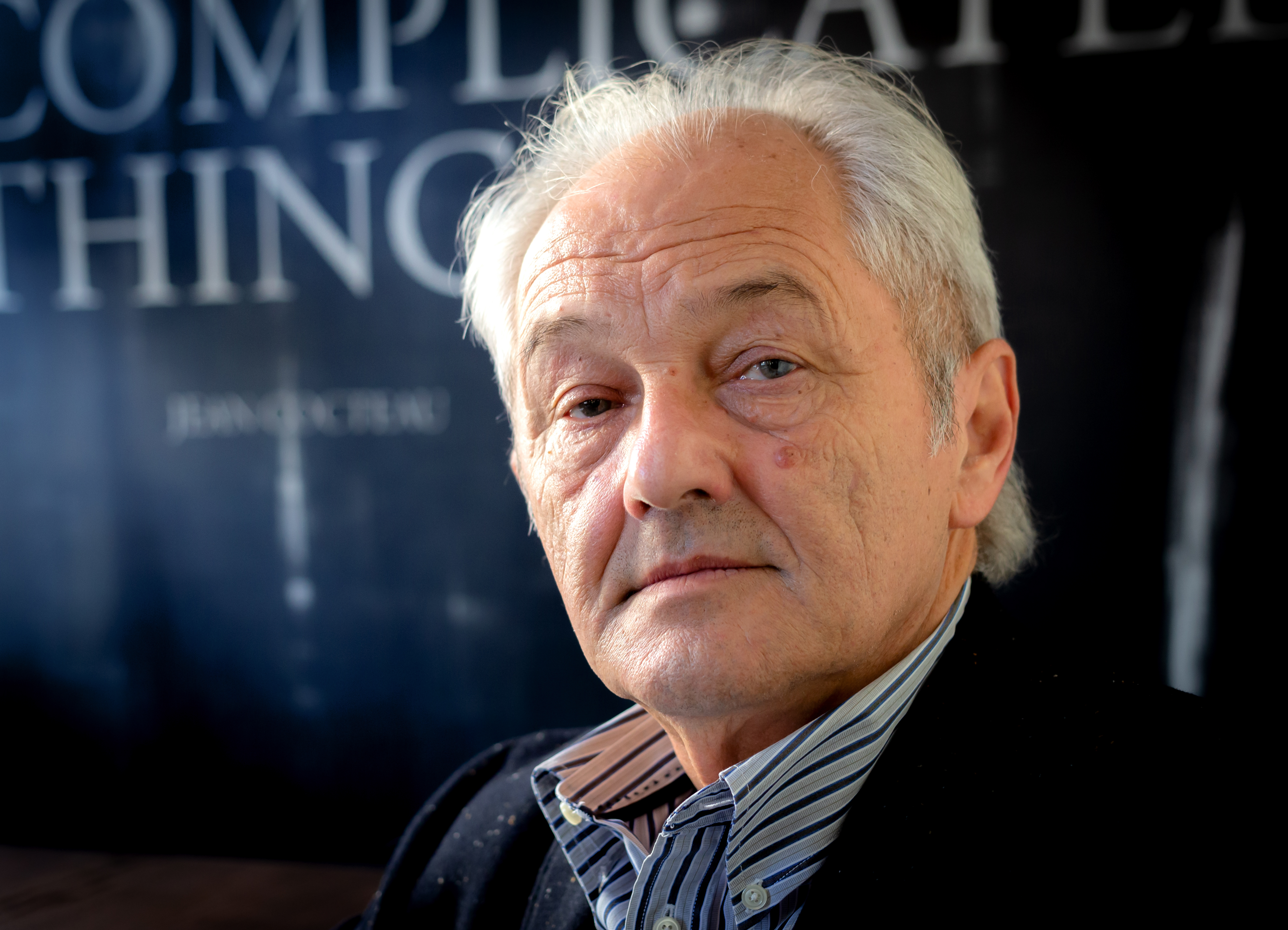
Günther Freitag (2019)

Günther Freitag (* 29. Februar 1952 in Feldkirch) ist ein österreichischer Schriftsteller aus dem Umkreis des „Forum Stadtpark“ in Graz. Er wuchs in Graz auf, absolvierte dort ein Studium der Germanistik und Geschichte (Abschluss 1975). Seither lebt er in Leoben, wo er auch als Mittelschullehrer tätig war.

## Auszeichnungen und Ehrungen
- 1983 Literaturförderungspreis des Forum Stadtpark
- 1990 Literaturstipendium des Landes Steiermark
- 1992 Kulturpreis der Stadt Leoben
- 2019 Goldenes Verdienstzeichen der Stadt Leoben

## Veröffentlichungen

### Romane und Erzählungen
- Kopfmusik. Bläschke, Sankt Michael 1984, ISBN 978-3-7053-2311-7
- Geträumte Tage. Bläschke, Sankt Michael 1985, ISBN 978-3-7053-2519-7
- Satz für ein Klangauge.Roman, Verlag der Österreichischen Staatsdruckerei, Wien 1987, ISBN 978-3-7046-0061-5
- Abland. Roman, Droschl, Graz 1991, ISBN 978-3-85420-209-7
- Lügenfeuer. Erzählung, Droschl, Graz 1994, ISBN 978-3-85420-386-5 und in Absolut Homer. Hrsg.: Prantner Wilfried, Droschl, Graz/Wien 1995, ISBN 978-3854204107
- Flusswinter. Roman, Kitab, Klagenfurt-Wien 2004, ISBN 978-3-902005-30-4
- Die Mosaike von Ravenna. Prosa und Essays, Kitab, Klagenfurt-Wien 2005, ISBN 978-3-902005-32-8
- Piazza. Trieste. Roman, Wieser Verlag, Klagenfurt 2006, ISBN 978-3-85129-604-4
- Bienenkrieg. Roman, Wieser Verlag, Klagenfurt 2008, ISBN 978-3-85129-797-3
- Brendels Fantasie. Roman, Random House ebook, München 2009, ISBN 978-3-641-03679-9
- Café Olympia. Erzählungen, Wieser Verlag, Klagenfurt 2013; ISBN 978-3-99029-049-1
- Die Entführung der Anna Netrebko, Roman, Wieser Verlag, Klagenfurt 2015, ISBN 978-3-99029-159-7
- Melancholische Billeteure, Roman, Wieser Verlag, Klagenfurt 2017, ISBN 978-3-99029-255-6
- Mahlers Taktstock. Roman, Wieser Verlag, Klagenfurt 2019, ISBN 978-3-99029-357-7
- Bacons Schatten, Roman, Wieser Verlag, Klagenfurt 2021, ISBN 978-3-99029-477-2
- Den Wald vor lauter Bäumen ..., Roman, Wieser Verlag, Klagenfurt 2023, ISBN 978-3-99029-589-2

### Theaterstücke
- Drei Traumkongruenzen (Stück; Musik Bernhard Lang, Uraufführung 1990, Forum Stadtpark Theater, Graz)
- Rost (Stück; Regie Andi Peichl, Uraufführung 2010, Stadttheater Leoben)
- Donna Annas Gebiss (Stück; Regie Lisa Lena Tritscher, Uraufführung 2022, Stadttheater Leoben)

### Hörspiele
- Das Schwesternbett (Hörspiel, ORF 1988, Regie: Lucas Cejpek)
- Der neue Erzieher (Hörspiel, ORF 1989, Regie: Heinz Hartwig)

Einige seiner Werke wurden auch ins Englische, Russische, Ungarische und Niederländische übersetzt.